# 重岡千晶
重岡 千晶（しげおか ちあき、1980年1月4日 - ）は、KRY山口放送の女性アナウンサー。桃山学院大学卒業。趣味はお笑い番組をみること。

## 担当番組
テレビ
- 熱血テレビ水曜日

ラジオ
- お昼はZENKAI ラヂオな時間
- 土曜いい朝おはようワイド